# Дзола, Джанфранко
Джанфра́нко Дзо́ла (итал. Gianfranco Zola; род. 5 июля 1966, Ольена, Сардиния) — итальянский футболист, полузащитник; ныне — тренер. Считается одним из лучших исполнителей штрафных ударов за всю историю футбола. Первый и на данный момент единственный итальянец, включенный в Зал славы английского футбола. В «Челси» за ним закреплён игровой номер 25.
Первую часть карьеры Дзола провёл в Италии, добившись наибольших успехов в «Наполи» и «Парме». Затем футболист перешёл в английский клуб «Челси», за который выступал на протяжении 7 лет. В 1997 году Дзола был признан лучшим игроком года по мнению британских футбольных журналистов. Также выступал за сборную Италии. Тренировал молодёжную сборную Италии (до 21 года).

## Карьера в Италии
Дзола подписал свой первый профессиональный контракт с сардинской командой «Нуорезе» в 1984. В 1986 он перешёл в «Торрес» из Сассари, и три года спустя он подписал контракт с «Наполи» из Серии А. Молодой и талантливый Дзола забил два гола как дублёр Диего Марадоны, когда «Наполи» выиграл Серию А в 1990. Марадона оказывал большое влияние на карьеру Дзолы. Они вдвоём проводили часы, тренируя свободные удары вместе после тренировок, и Дзола позже сказал: «Я узнал всё от Диего. Я всегда приглядывал за ним, обучался и узнавал, как бить свободный удар точно так же, как он». Дзола помог «Наполи» выиграть Итальянский Суперкубок в 1991 и дебютировал в составе итальянской национальной сборной при тренере Арриго Сакки в том же самом году. В 1993 Дзола покинул «Наполи» и присоединился к другой команде Серии А — «Парме». Он выиграл Кубок УЕФА с «Пармой». Именно с сине-жёлтым клубом он укрепил свою репутацию как творческий игрок. Однако тренер Карло Анчелотти сказал Дзоле, что тот не способен вписаться в его новую систему. Дзола играл редко и в конечном счете был выставлен на трансфер.

## Карьера в «Челси»
В ноябре 1996 Дзола присоединился к английскому клубу «Челси» по инициативе главного менеджера команды Рууда Гуллита. В его дебютном сезоне он сразу стал игроком основы и завоевал уважение в Англии. Дзола был описан менеджером «Манчестер Юнайтед» Алексом Фергюсоном как очень умный игрок на поле. Он был ключевым игроком «Челси» в этом сезоне, выиграв с командой кубок Англии. В финале был повержен «Мидлсбро». Дзола на пути к финалу забил четыре гола, включая фантастический по красоте гол с 23 метров в матче против «Ливерпуля». В конце сезона он был признан Игроком Года в английской Премьер-лиге, это был единственный раз в истории, когда футболист получал это звание, не отыграв за свой клуб полный сезон.
В 1997/98 он помог «Челси» выиграть ещё два трофея, Кубок Лиги и Кубок обладателей кубков. Травма помешала Дзоле сыграть в стартовом составе в финале Кубка обладателей кубков против «Штутгарта», но он вышел на замену на 71-й минуте и забил победный мяч всего через 21 секунду посел появления на поле. Совершив всего второе касание мяча в игре, он ударил после паса от Денниса Уайза в верхний угол ворот, тем самым обеспечив третий главный трофей «Челси» через год и второй европейский трофей в истории клуба. В тот же самый сезон Дзола сделал свой первый хет-трик в профессиональной карьере в матче против «Дерби Каунти» в ноябре 1997 года.
Когда «Челси» впервые принял участие в Лиге чемпионов УЕФА в 1999/00, Дзола был ключевым игроком, хотя его возможности в лиге были более ограниченными вследствие политики ротации состава, которую совершал менеджер «Челси» Джанлука Виалли. Дзола забил три гола в Лиге чемпионов, включая закрученный удар со штрафного в «девятку» против «Барселоны», и снова выиграл кубок Англии с клубом, забив в финале гол со штрафного «Астон Вилле». Его появления в составе в более поздние годы в «Челси» были ограничены появлением Джимми Флойда Хассельбайнка и Эйдура Гудьонсена. В сезоне 2002/03, его заключительном сезоне в «Челси», он наслаждался ренессансом, забив 16 голов (это его самое высокое количество голов за сезон в «Челси»), и был признан лучшим игроком клуба.

## Возвращение в Италию и уход из футбола

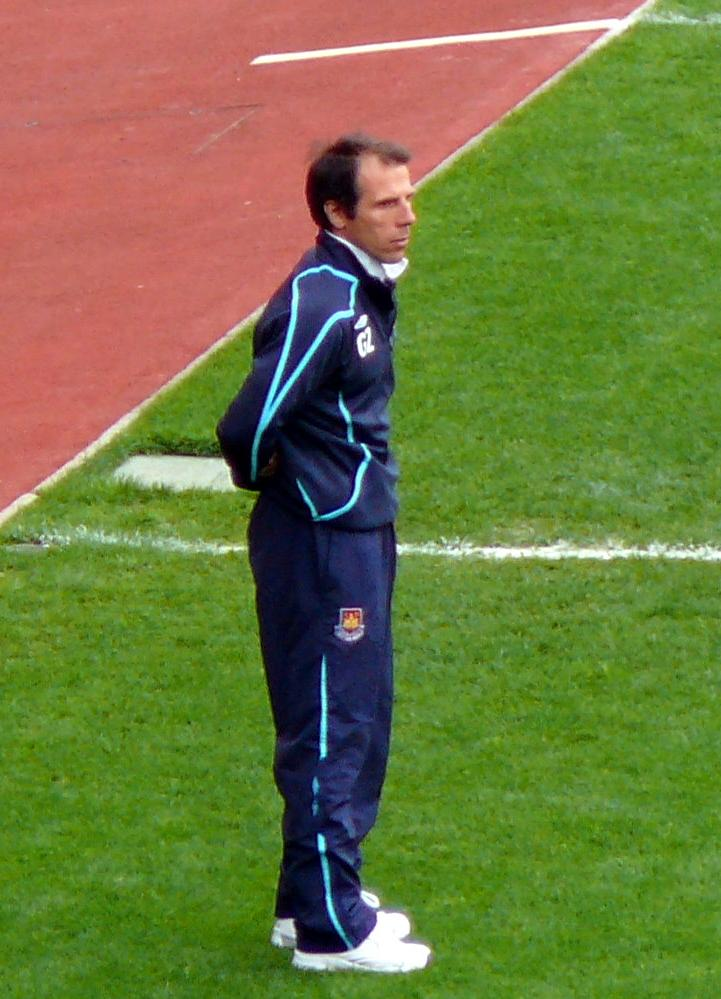
Дзола в качестве главного тренера «Вест Хэма» в 2009 году

Летом 2003 среди слухов о покупке «Челси» Романом Абрамовичем Дзола оставил «Стэмфорд Бридж», чтобы присоединиться к «Кальяри», клубу из его родной Сардинии. В течение недели «Челси» был приобретен российским миллиардером Романом Абрамовичем. Сообщалось, что Абрамович хотел купить весь клуб «Кальяри», когда Дзола решил уйти из «Челси», хотя сам футболист эту информацию не подтвердил. Дзола впоследствии помог «Кальяри» выйти в итальянскую Серию А. Затем он продлил свой контракт с «Кальяри» ещё на год.
За всю свою карьеру Дзола сыграл 627 игр и забил 193 гола. Несмотря на возраст, он смог бы играть в сезоне 2005-06, но Дзола решил завершить профессиональную карьеру за неделю до того, как ему исполнилось 39 лет.
В Австралии ходили слухи, что итальянцем интересовались несколько клубов A-лиги (национальная лига Австралии), о возможном его возвращении, но Дзола опроверг такие слухи. Однако он действительно играл в благотворительном матче в Сиднее в декабре 2006.

## Карьера за сборную
Дзола играл за сборную Италии в 1994 на чемпионате мира, появившись один раз во втором тайме против Нигерии, где уже спустя двенадцать минут заработал прямое удаление за грубый фол на Августина Эгуавона. Он играл во всех трёх играх группы на чемпионате Европы 1996, но Италия выступила неудачно, сенсационно потерпев крах уже в групповом турнире. Он забил единственный гол в матче квалификации на чемпионате мира против Англии в феврале 1997. Дзола сыграл 35 матчей за сборную, забив в них 10 голов.

## Тренерская карьера
14 декабря 2016 года назначен главным тренером «Бирмингем Сити». Контракт подписан на 2,5 года.
В 2018—2019 гг. работал помощником главного тренера футбольного клуба «Челси».

## Статистика
| Выступление      | Выступление      | Выступление      | Лига | Лига | Кубок страны | Кубок страны | Еврокубки | Еврокубки | Другие | Другие | Итого | Итого |
| Клуб             | Лига             | Сезон            | Игры | Голы | Игры         | Голы         | Игры      | Голы      | Игры   | Голы   | Игры  | Голы  |
| ---------------- | ---------------- | ---------------- | ---- | ---- | ------------ | ------------ | --------- | --------- | ------ | ------ | ----- | ----- |
| Наполи           | Серия А          | 1989/90          | 18   | 2    | 6            | 1            | 2         | 0         | 0      | 0      | 26    | 3     |
| Наполи           | Серия А          | 1990/91          | 20   | 6    | 7            | 0            | 2         | 0         | 0      | 0      | 29    | 6     |
| Наполи           | Серия А          | 1991/92          | 34   | 12   | 3            | 1            | 0         | 0         | 0      | 0      | 37    | 13    |
| Наполи           | Серия А          | 1992/93          | 33   | 12   | 6            | 2            | 4         | 0         | 0      | 0      | 43    | 14    |
| Наполи           | Итого            | Итого            | 105  | 32   | 22           | 4            | 8         | 0         | 0      | 0      | 135   | 36    |
| Парма            | Серия А          | 1993/94          | 33   | 18   | 7            | 3            | 11        | 1         | 0      | 0      | 51    | 22    |
| Парма            | Серия А          | 1994/95          | 32   | 19   | 7            | 4            | 12        | 4         | 0      | 0      | 51    | 27    |
| Парма            | Серия А          | 1995/96          | 29   | 10   | 1            | 0            | 5         | 2         | 1      | 0      | 36    | 12    |
| Парма            | Серия А          | 1996/97          | 8    | 2    | 1            | 0            | 2         | 0         | 0      | 0      | 11    | 2     |
| Парма            | Итого            | Итого            | 102  | 49   | 16           | 7            | 30        | 7         | 1      | 0      | 149   | 63    |
| Челси            | Премьер-лига     | 1996/97          | 23   | 8    | 2            | 1            | 0         | 0         | 0      | 0      | 25    | 9     |
| Челси            | Премьер-лига     | 1997/98          | 27   | 8    | 1            | 0            | 8         | 4         | 4      | 0      | 40    | 12    |
| Челси            | Премьер-лига     | 1998/99          | 37   | 12   | 2            | 0            | 5         | 1         | 1      | 0      | 45    | 13    |
| Челси            | Премьер-лига     | 1999/00          | 33   | 4    | 4            | 1            | 15        | 3         | 0      | 0      | 52    | 8     |
| Челси            | Премьер-лига     | 2000/01          | 36   | 9    | 3            | 2            | 2         | 0         | 2      | 1      | 43    | 12    |
| Челси            | Премьер-лига     | 2001/02          | 35   | 3    | 6            | 1            | 4         | 1         | 5      | 0      | 50    | 5     |
| Челси            | Премьер-лига     | 2002/03          | 38   | 14   | 3            | 2            | 2         | 0         | 3      | 0      | 46    | 16    |
| Челси            | Итого            | Итого            | 229  | 58   | 21           | 7            | 36        | 9         | 15     | 1      | 301   | 75    |
| Кальяри          | Серия B          | 2003/04          | 43   | 13   | 1            | 1            | 0         | 0         | 0      | 0      | 44    | 14    |
| Кальяри          | Серия A          | 2004/05          | 31   | 9    | 6            | 4            | 0         | 0         | 0      | 0      | 37    | 13    |
| Кальяри          | Итого            | Итого            | 74   | 22   | 7            | 5            | 0         | 0         | 0      | 0      | 81    | 27    |
| Всего за карьеру | Всего за карьеру | Всего за карьеру | 510  | 161  | 66           | 23           | 74        | 16        | 16     | 1      | 666   | 201   |

## Достижения
Командные
«Торрес»
- Чемпион Серии C2: 1986/87

«Наполи»
- Чемпион Серии А: 1989/90

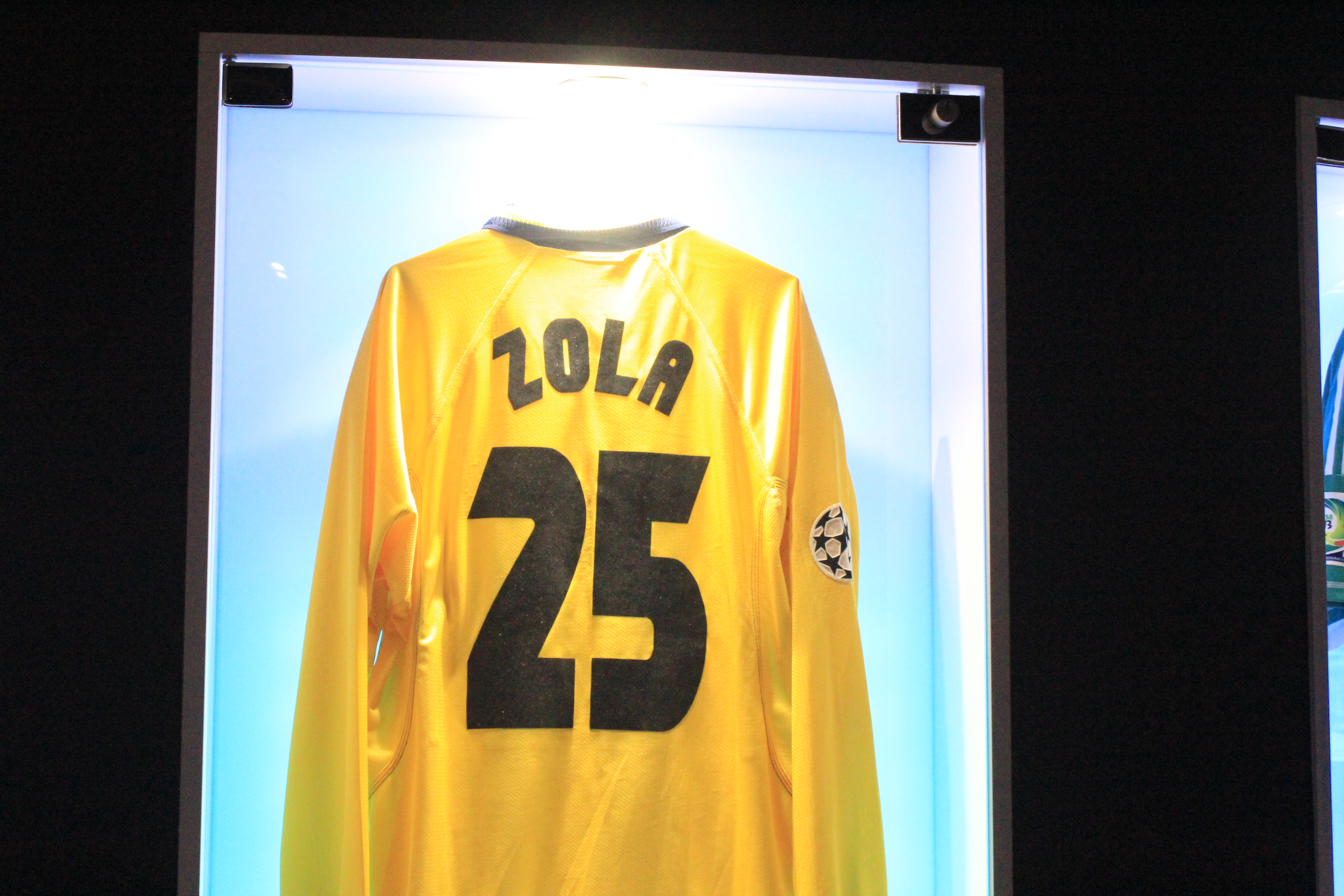
Футболка Дзолы в музее «Челси»

- Обладатель Суперкубка Италии: 1990

«Парма»
- Обладатель Кубка УЕФА: 1995
- Обладатель Суперкубка УЕФА: 1993

«Челси»
- Обладатель Кубка Англии (2): 1997, 2000
- Обладатель Суперкубка Англии: 2000
- Обладатель Кубка Футбольной лиги: 1998
- Обладатель Кубка обладателей кубков УЕФА: 1998
- Обладатель Суперкубка УЕФА: 1998

### Личные
- Игрок месяца английской Премьер-лиги (2): Декабрь 1996, Октябрь 2002
- Игрок года по версии болельщиков «Челси» (2): 1999, 2003
- Игрок года по версии АФЖ: 1997
- Входит в состав символической сборной Европы по версии ESM: 1995
- Орден «За заслуги перед Итальянской Республикой»: 2003
- Орден Британской империи: 2004
- Премия Гаэтано Ширеа: 2005
- Международная премия Джачинто Факкетти: 2010
- Тренер месяца Чемпионата Футбольной лиги Англии: февраль 2013
- Член Зала славы английского футбола: 2006
- Член Зала славы итальянского футбола: 2022